# Kick Buttowski: Forstadens vovehals
Kick Buttowski: Suburban Daredevil (også blot kendt som Kick Buttowski ) er en amerikansk animeret tv-serie skabt af Sandro Corsaro og produceret af Disney Television Animation, med premiere den 13. februar 2010.  Den havde premiere præcis et år efter lanceringen af Disney XD, med to episoder sendt den første dag,  og var den fjerde Disney XD originale serie og den første animerede serie for netværket.
Den anden sæson havde premiere den 30. april 2011. Seriens episoder består af to segmenter på 11 minutter, med 52 episoder produceret i alt over to sæsoner.  Serien sluttede den 2. december 2012.

## Grund
Serien følger en ung dreng ved navn Clarence Francis "Kick" Buttowski, der stræber efter at blive verdens største vovehals med hjælp fra sin loyale ven, Gunther. 

## Karakterer
- Clarence Francis "Kick" Buttowski er en 10-årig amatør, spændingssøgende og ofte hensynsløs vovehals. Hans hovedmål i livet er at omfavne hver dag, som var det hans egen personlige actionfilm . Han omfavner sin stuntman-persona i en sådan grad, at han har meget svært ved at ignorere muligheder for at lave stunts eller tage sig af sit eget velbefindende. På trods af dette har han ellers et godt hjerte og gør altid det rigtige til sidst, hvis hans hensynsløse opførsel går for vidt. Han er dygtig til stuntarbejde på trods af sin alder, men nogle af hans stunts giver bagslag. Han er ret lav og bærer et karakteristisk vovehals-outfit; en hvid heldragt med røde striber ned ad ærmerne, en hvid hjelm med en rød stribe og gule støvler og handsker. Nogle af hans mere bemærkelsesværdige slagord er "Det er showtid", "Fail? I don't do fail", "Aw, kiks", "That's a rat" og "Chimi-changa". Han er det midterste barn i sin familie. Hans mellemnavn blev annonceret i "Rank of Awesome" som en henvisning til hans oprindelige navn, Francis Little. Han bliver drillet af sin ældre bror, Brad Buttowski, der ofte omtaler ham som "dillweed". Han har 3 ærkerivaler: Kendall Perkins, Ronaldo og Gordie Gibble.
- Gunther Magnuson er Kicks 11-årige bedste ven og stuntkoordinator, som er kraftig, skeptisk, flink, bekymrer sig meget og let bliver distraheret af skinnende genstande. Det vises også, at Gunther kan fløjte rigtig godt. Gunther, i modsætning til Kick, nyder ikke at leve på kanten og kan drikke en meget stor mængde Cheetah Chug uden at blive syg. Han har vikinge- etnisk arv, og hans familie ejer en restaurant, som er meget succesfuld. Hans vikinge-side viser sig, når Gunther bliver alvorlig eller vred. Enhver (undtagen Kick) kan blive intimideret på denne side af karakteren. Han har blå shorts og en skjorte med en rød kasket og orange crocs på.

## Medvirkende
Studio: Adaptor D&D (Season 1), SDI Media Denmark (Season 2)
Dubbing director: Peter Heede
Translators: Hans Kristian Bang, Niels Bender Mortensen
Creative Supervisor: Michael Rudolph
| Character            | Dubber                     |
| -------------------- | -------------------------- |
| Kick Buttowski       | Mathias Klenske            |
| Gunther Magnuson     | Amin Jensen                |
| Brianna Buttowski    | Julie Lund                 |
| Brad Buttowski       | Malte Milner Find          |
| Honey Buttowski      | Sofie Staugaard            |
| Harold Buttowski     | Christian Damsgaard        |
| Wade                 | Sonny Lahey                |
| Jackie Wakerman      | Iben Hjejle                |
| Kendall Perkins      | Silja Okking               |
| Mr. Vickle           | Jesper Hagelskær Paasch    |
| Billy Stumps         | Benjamin Hasselflug        |
| Magnus Magnuson      | Michael Elo                |
| Helga Magnuson       | Silja Okking               |
| Kyle Buttowski       | Alex Høgh Andersen         |
| Penelope Patterson   | Sara Poulsen               |
| Gordon Gibble        | Daniel Vognstrup Jørgensen |
| Ronaldo Horace Mouth | Allan Hyde                 |
| Kelly                | Özlem Saglanmak            |
| Abbie                | Simon Nøiers               |
| Luigi Vendetta       | Andreas Jessen             |